# Bernart Amorós
Bernart Amorós o Amoros (segles xiii i xiv) va ser un clergue i trobador occità, originari de Sant Flor, a l'Alvèrnia. Va viatjar per la Provença i altres regions de tradició trobadoresca, on va aprendre a trobar. El seu nom està relacionat amb un cançoner compilat per ell mateix, ara perdut, del qual només en queda una còpia del prefaci inclosa en un cançoner (manuscrits a i a', conservats a la Biblioteca Riccardiana de Florència i a la Biblioteca Estense Universitaria de Mòdena, respectivament)ː
Eu Bernartz Amoros clerges scriptors d'aquest libre si fui d'Alvergna don son estat maint bon trobador, e fui d'una villa que a nom Saint Flor de Planeza. E sui usatz luenc temps per Proenza per las encontradas on son mout de bonz trobadors, et ai vistas et auzidas maintas bonas chanzos. Et ai apres tant en l'art de trobar q'eu sai cognoisser e devezir en rimas et en vulgar et en lati, per cas e per verbe, lo dreig trobar del fals (...)